# 松川町下川崎
松川町下川崎（まつかわまちしもかわさき）は、福島県福島市の大字。郵便番号は960-1232。

## 地理
福島市の南東部、市の南端に位置する。農村地域で、北端には水原川が流れている。北で松川町沼袋、東で二本松市下川崎、南で二本松市小沢・下川崎、西で二本松市米沢と接している。中でも4つの区域（飛地）に分かれて接している二本松市下川崎は、福島市松川町下川崎とともにかつて下川崎地区一帯であったが、1957年の合併による分割で、現在に至るまでこの2区域の境界が複雑となっている。

### 河川
- 水原川
  - 払川

### 字
- 阿弥陀堂
- 梅田
- 大坂山
- 大桜
- 和尚壇山
- 介在窪山
- 開拓山
- 加沢山
- 鍛冶屋
- 鍛冶屋山
- 蟹田山
- 上ノ内
- 刈又
- 木ノ耕地
- 九日田
- 久保
- 下藤内
- 小舘山
- 坂ノ下
- 佐久間

- 佐久間前山
- 佐久間山
- 座頭壇山
- 下田
- 下ノ関
- 下ノ原
- 下ノ原山
- 下ノ屋敷
- 白畑
- 新田
- 新田山
- 舘ノ前
- 辻
- 伝上山
- 道場
- 遠原
- 名目津
- 二合田
- 西原
- 西原山

- 原
- 原西
- 原山
- 東坂
- 深町
- 発田
- 俎板倉山
- 明星山
- 焼野山
- 梁場山
- 芳原

## 歴史

### 沿革
- 1889年（明治22年）4月1日 - 町村制施行により、安達郡下川崎村・沼袋村が合併し、下川崎村が発足。旧下川崎村域は下川崎村大字下川崎となる。
- 1955年（昭和30年）3月31日 - 下川崎村が信夫郡松川町に編入され、大字下川崎は松川町大字下川崎となる。
- 1957年（昭和32年）7月1日 - 大字下川崎の一部が安達郡安達村に編入され、安達村大字下川崎（現・二本松市下川崎）となる。
- 1966年（昭和41年）6月1日 - 松川町が福島市に編入され、松川町大字下川崎は福島市松川町下川崎となる。

## 世帯数と人口
2017年（平成29年）6月30日現在の世帯数と人口は以下の通りである。
| 大字         | 世帯数  | 人口  |
| ------------ | ------- | ----- |
| 松川町下川崎 | 184世帯 | 567人 |

### 道路
- 国道4号福島南バイパス
- 福島県道39号川俣安達線

## 施設
- 下川崎郵便局